# Coelorinchus lasti
Coelorinchus lasti es una especie de pez de la familia Macrouridae en el orden de los Gadiformes.

## Morfología
• Los machos pueden llegar alcanzar los 62 cm de longitud total.

## Hábitat
Es un pez de aguas profundas que vive hasta 1140 m de profundidad.

## Distribución geográfica
Se encuentra en Australia Occidental y la costa oeste de Tasmania.